# Golub-Dobrzyń
Golub-Dobrzyń est une ville de Pologne, située dans la voïvodie de Couïavie-Poméranie. Elle constitue une gmina urbaine du powiat de Golub-Dobrzyń, dont elle est le chef-lieu